# Przybysławice (Groot-Polen)
Przybysławice is een dorp in de Poolse woiwodschap Groot-Polen. De plaats maakt deel uit van de gemeente Raszków. Er wonen 163 inwoners (2024). De gemiddelde leeftijd in het dorp is 44 jaar (2024).